# Mafak
Mafak també coneguda pel títol internacional Screwdriver, és una pel·lícula del 2018 dirigida per Bassam Jarbawi.
La pel·lícula, la primera obra del director palestí Jarbawi, explica la història de les dificultats de reinserció social d'un ex-presoner palestí, interpretada per Ziad Bakri.

## Argument
El protagonista de la pel·lícula és Ziad, un ex presoner palestí de trenta anys. Quan era adolescent, juntament amb un grup dels seus companys, va matar un colon jueu en venjança després de presenciar l'assassinat del seu millor amic Ramzi a mans d'un soldat israelià. Ziad i Ramzi eren joves jugadors de bàsquet prometedors. Es van conèixer el 1992 als deu anys, jugant amb un tornavís (en àrab mafak) al camp de refugiats palestí d'Al-Am'ari, als afores de Ramallah. L'únic del grup que ha estat capturat, Ziad va ser condemnat a 15 anys de presó a les presons israelianes. La pel·lícula se centra en les dificultats de reinserció psicològica i social de la protagonista, catapultada sobtadament a la caòtica ciutat de Ramallah, un món desconegut, que, a diferència de Ziad, s'ha donat el luxe d'avançar.

## Repartiment
- Ziad Bakri: Ziad
- Areen Omari: la mare de Ziad
- Jameel Khoury: Octopus
- Yasmine Qaddumi: Mina
- Maya Omaia Keesh: Salma
- Mariam Basha: Nawal
- Amir Khoury: Ziad adolescent
- Adham Abu Aqel: Ramzi adolescent
- Wassim Mousa: Ziad nen
- Mohammad Adawi: Ramzi nen

## Distribució
La pel·lícula es va estrenar el 2 de setembre de 2018 a les Giornate degli Autori, secció independent de la 75a Mostra Internacional de Cinema de Venècia.

## Reconeixements
- Festival Internacional de Cinema de Venècia
  - 2018: Nominació al premi FEDEORA com a millor pel·lícula (Giornate degli Autori)
- Festival de Cinema Mediterrani de Montpeller
  - 2018: Premi del Públic Jove a la millor pel·lícula
- Festival de Cinema El Gouna
  - 2018: nominació a l'Estrella d'Or a la millor pel·lícula
- Festival de cinema del Bòsfor
  - 2018: Millor pel·lícula
- Festival de Cinema Àrab de Malmö
  - 2019: Nominació a millor pel·lícula